# Mitropolia Moldovei și Bucovinei

Catedrala mitropolitană din Iași

Mitropolia Moldovei și Bucovinei este o unitate administrativă a Bisericii Ortodoxe Române. Ea este condusă în prezent de Teofan Savu, care poartă titlul de arhiepiscop al Iașilor și mitropolit al Moldovei și Bucovinei.

## Istoric
Mitropolia Moldovei a fost înființată între anii 1381–1386 și recunoscută de Patriarhia Constantinopolului în anul 1401, când era condusă de mitropolitul Iosif Mușat. Sediul mitropolitan a fost inițial la Rădăuți, fiind mutat din 1402 la Suceava, iar la mijlocul sec. al XVII-lea, în Iași, unde se află și astăzi.

## Organizare administrativă

Organizarea Mitropoliei Moldovei și Bucovinei

Mitropolia Moldovei și Bucovinei, este împărțită în patru subdiviziuni administrative:
- Arhiepiscopia Iașilor
  - Arhiepiscop: Teofan Savu
  - Episcop-vicar: Nichifor Horia

- Arhiepiscopia Sucevei și Rădăuților (jurisdicția acestei arhiepiscopii se întinde asupra teritoriilor revenite României din fosta Mitropolie a Bucovinei)
  - Arhiepiscop: Calinic Dumitriu
  - Episcop-vicar: Damaschin Luchian

- Arhiepiscopia Romanului și Bacăului
  - Arhiepiscop: Ioachim Giosanu
  - Episcop-vicar: Teofil Anăstăsoaie

- Episcopia Hușilor
  - Episcop: Ignatie Trif

## Lista mitropoliților Moldovei
- aprox. 1386: Teodosie
- 1387-1401: Ieremia[1]
- 1402–1415: Iosif Mușat
- 1436–1447: Damian
- 1447–1452: Ioachim
- 1452–1477: Teoctist I
- 1477–1508: Gheorghe I de Neamțu
- 1509–1528: Teoctist II
- 1528–1530: Calistrat
- 1530–1546: Teofan I
- 1546–1551: Grigorie Roșca
- 1551–1552: Gheorghe II de Bistrița
- 1552–1564: Grigorie II de la Neamț
- 1564–1572: Teofan II
- 1572–1578: Anastasie
- 1578–1579: Teofan II
- 1579-1582: Nicanor
- 1582–1588: Teofan II
- 1588–1591: Gheorghe III Movilă
- 1591–1594: Nicanor
- 1595: Mardarie
- 1595–1600: Gheorghe III Movilă
- iunie-septembrie 1600: Dionisie Rally Paleologul
- 1600–1601: vacantă
- 1601–1605: Gheorghe III Movilă
- 1605–1608: Teodosie Barbovschi
- 1608-1617, 1619-1629: Anastasie Crimca
- 1629–1632: Anastasie II
- 1632–1653: Varlaam Moțoc
- 1653–1659: Ghedeon
- 1659–1666: Sava

.../...
- 1670–1671: Ghedeon
- 1671–1674: Dosoftei Bărilă
- 1674–1675: Teodosie de la Brazi

- 1675–1686: Dosoftei Bărilă
- 1686–1689: Calistrat Vartic
- 1689–1701: Sava de la Roman
- 1701/1702 - 1708: Misail

- 1708–1722: Ghedeon
- 1722–1730: Gheorghe IV
- 1730–1740: Antonie Putneanul (ru)
- 1740–1750: Nechifor
- 1750–1760: Iacob Putneanul
- 1761–1786: Gavriil Callimachi
- 1786–1788: Leon Gheucă
- 1788–1792: Ambrozie Serebrenicov
- 1792–1803: Iacob Stamati [2]
- 1803-1808, 1812-1821, 1823-1842: Veniamin Costache
- 1844-1848: Meletie Lefter

- 1851–1860: Sofronie Miclescu
- 1865–1875: Calinic Miclescu
- 1875–1902: Iosif Naniescu
- 1902–1908: Partenie Clinceni
- 1909–1934: Pimen Georgescu
- 1934–1939: Nicodim Munteanu
- 1939–1947: Irineu Mihălcescu
- 1947–1948: Justinian Marina
- 1948–1950: vacantă
- 1950–1956: Sebastian Rusan
- 1957–1977: Iustin Moisescu
- 1977–1986: Teoctist Arăpașu
- 1986–1990: vacantă
- 1990–2007: Daniel Ciobotea
- din 2008  Teofan Savu